# (5118) Elnapoul
(5118) Elnapoul (1988 RB) – planetoida z grupy pasa głównego asteroid okrążająca Słońce w ciągu 4,21 lat w średniej odległości 2,61 j.a. Odkryta 7 września 1988 roku.